# Condado de Stafford (Kansas)
O Condado de Stafford é um dos 105 condados do estado americano de Kansas. A sede do condado é St. John, e sua maior cidade é St. John. O condado possui uma área de 2 058 km² (dos quais 7 km² estão cobertos por água), uma população de 4 789 habitantes, e uma densidade populacional de 2 hab/km² (segundo o censo nacional de 2000). O condado foi fundado em 1879.